# اصل برتراند
قضیه برتراند- چبیشف یکی از قضایای اعداد اول است. این قضیه بیان می‌کند برای هر عدد طبیعی بزرگتر از ۳ مانند n عددی اول مانند p هست به طوری که
{\displaystyle n<p<2n-2}
این قضیه را برتراند در سال ۱۸۴۵ بیان و چبیشف در سال ۱۸۵۰ ثابت کرد.
قضیه برتراند- چبیشف را همین‌طور، می‌توان با {\displaystyle \pi (x)} یا همان تابع شمارش اعداد اول بیان کرد:
{\displaystyle \pi (x)-\pi (x/2)\geq 1}
(برای هر {\displaystyle x\geq 2})

## قضیه اعداد اول
بر اساس قضیه اعداد اول با میل کردن x به سمت بی‌نهایت تعداد اعداد اول کوچکتر از x تقریباً برابر با x/ln x می‌شود. با جای گذاری 2x به جای x می‌بینیم تعداد اعداد اول کوچکتر از 2x تقریباً دو برابر تعداد اعداد اول کوچکتر از x است. (x/ln x و x/ln 2x در مقادیر بزرگ x تقریباً معادل اند) بنابراین تعداد اعداد اول بین n و 2n تقریباً با (n/ ln (n برابر است. (برای مقادیر بزرگ n) پس در این فاصله تعداد اعداد اول بسیار بیشتری نسبت به تعدادی که با قضیه چبیشف بدست می‌آید وجود دارد که نشان می‌دهد قضیه چبیشف در مقایسه با قضیه اعداد اول ضعیف تر است. اما قضیه اعداد اول قضیه ای مشکل‌تر است و اثبات قضیه برتراند راحت‌تر است و البته نتایج بهتری در مقادیر کوچک n دارد.
قضیه لژاندر نیز مشابه قضیه چبیشف است ولی تا به حال کسی موفق به اثبات یا رد آن نشده‌است. بر اساس این قضیه برای هر عدد طبیعی {\displaystyle n>1} عددی مانند p هست به طوری که {\displaystyle n^{2}<p<(n+1)^{2}} . دوباره انتظار می‌رود بیش از یک عدد اول در این بازه باشد اما این بار قضیه اعداد اول کمکی نمی‌کند. تعداد اول کوچکتر از {\displaystyle x^{2}} با استفاده از قضیه اعداد اول برابر است با {\displaystyle x^{2}/\ln(x^{2})} و تعداد اعداد اول کوچکتر از {\displaystyle (x+1)^{2}} برابر است با {\displaystyle (x+1)^{2}/\ln(x+1)^{2}} که مقدار این دو با افزایش x تقریباً یکسان خواهد بود و از این طریق نمی‌توان مانند قضیه برتراند آن را اثبات کرد.